# Црква Светог Саве у Берлину
Српска православна црквена општина Берлин основана је 28. фебруара 1969. године актом (П. Бр. 31-Д/69) Његове Светости Патријарха српског Г. Германа. Црквена општина је регистрована сагласно Уставу Српске православне цркве, а у складу са важећим законодавством земље Њемачке.

## Историја
Срби у Берлину први пут су 21. децембра 1969. године могли да присуствују Светој архијерејској литургији, коју је служио надлежни епископ Лаврентије у просторијама евангелистичке Густав Адолф цркве. Свештеници који су током 1969. и 1970. године повремено долазили да богослуже су: о. Јован Николић из Загреба, о. Марко Митровић из Линца и о. Милан Стојановић из Салцбурга. Почетком децембра 1970. године за пароха берлинског постављен је протосинђел Силвестар (Вучовић), после чега црквени живот постаје организованији. У почетку су се богослужења нередовно одржавала у просторијама Унијатске цркве, а од 6. јуна 1971 године редовно у бившој војној евангелистичкој цркви Сидштерн. Црква је због боље функционалности преграђена на два дела, тако да је други део служио као црквена сала. Касније је један мањи део цркве привремено преуређен у капелу, коју је осветио епископ Лаврентије 31. октобра 1971. године и посветио је Светом Сави. Од тада се у овој капели редовно служило, а о великим празницима служба је вршена у великој цркви у којој је 1978 постављен иконостас, рад чувених мајстора дуборезаца из Охрида, а по нацрту проф. др Драгомира Тадића из Београда. Иконе је урадио протођакон Марко Илић, академски сликар из Београда, уз помоћ Хермине Гимпфл (Hermina Gimpfl) из Минхена.

### Иконостас
Пошто су Срби велики храм на Сидштерну морали да напусте 1982, иконостас берлинског храма Светог Саве премештен је у Лондон, где сада краси тамошњи храм Светог Саве. До 1988. верници српске цркве уживали су гостопримство грчке православне цркве у Берлину. Од јесени 1988. почиње да се служи у капели евангелистичке црквене заједнице у берлинској четврти Вединг (Wedding).

## Црква мира
Црква Светог Саве Фриденскирхе (Friеdenskirche) је купљена крајем октобра 1990. године, која је саграђена у Берлину у периоду 1888. - 1891. године према пројекту Августа Орта као протестантска (Црква мира-Friеdenskirche). Црква је освећена 19. јануара 1891. године, изграђена у готском стилу и налази се на листи заштите споменика. Овај сопствени, велики и дивни храм отворио је нове могућности за организовање црквеног живота берлинских Срба. У међувремену је храм реновиран, постављен је нови иконостас, за који је иконе урадио академски сликар Драгомир Јашковић из Београда, као и полијелеји.

### Историја
Идеја о изградњи Фриденскирхе (Friеdenskirche) како би се становницима у густо насељеном подручју обезбедило боље црквено ангажовањ родила се залагањем хришћанског радничког покрета. Градска мисија у Берлину, коју је водио евангелистички теолог Адолф Штокер, и удружење капела основано 1885. године прикупили су новац за цркву. Након посвете цркве, основана је Фриеденсгемеинде (Мировна заједница) свети Вартоломеј. Црква је у Другом свјетском рату мало оштећена и обновљена је 1953. године. Осамдесетих година Фриеденсгемеинде се све више окупљао у просторијама цркве Небеско Вазнесење (Himmelfahrtkirche), па је Фриденскирхе била празна. Рушење није долазило у обзир због заштите споменика. Према правилима Евангеличке цркве у Немачкој, црквене зграде може се одрећи само у изузетним случајевима.
Када је Југославија отворила своје границе, у Берлин је дошло и много Срба, који су 1970. године основали Српску православну цркву Светог Саве. Црквена заједница није имала своју цркву, али је могла да слави своје службе у црквама Евангеличке цркве у Берлину-Бранденбургу (ЕКиББ) (претходница ЕКБО до 2003.). Крајем 1990. године Фриденскирхе је продата берлинској парохији Српске православне цркве (СПЦ) у Немачкој. Олтар и проповедница су уклоњени јер се не користе за православни обред. После обнове и преуређења цркве са иконостасом и са иконама, поново је освећена 11. новембра 2001. године, овог пута на православни обред богослужења.

### Градња цркве
Црква је зидана од црвене опеке првобитно у затвореном облику. Основна ширина је 15 метара. Мала предграђа су добијена померањем фасаде цркве уназад седам метара од првобитне линије раздвајања. Уска и висока 50 метара, подигнута знатно изнад стрехе, вертикално је наглашена. Садржи три зашивена лучна портала крунисана степеничастим трепавицама, три витка зашивена лучна прозора на нивоу изнад и, у горњем делу, мало уназад иза балкона, стрми степенасти шљемењак са великим зашиљеним лучним звучним отвором који се отвара према звоничној комори. Две полудијагоналне куполе и шиљаста кацига уз бок су збите. Обрубљене галерије врте се око богомоље, које се налазе на самоносивој челичној конструкцији која је скривена испод опеке. Унутрашњост је првобитно добијала дневно светло само кроз три прозора у полудигоналном хору и три кружна светларника у јарму ребрастог свода, који се налазе испод равног крова брода. Као резултат урбане обнове раних 1970-их, суседни станови су срушени и замењени новим блоковима без бочних крила. То је омогућило да се на јужној страни убаце три округла прозора. Олтар је исклесан од храстовог дрвета, са ликовима распетог Исуса, Богородице и Јована Крститеља у позадини олтара, такође је направљена од храстовог дрвета, створио је вајар дрвета Густав Кунтц из Вернигероде.